# نبردناو چارلز مارتل
نبردناو چارلز مارتل (به انگلیسی: French battleship Charles Martel) یک کشتی بود که طول آن ۱۱۵٫۴۹ متر (۳۷۸٫۹ فوت) بود. این کشتی  در سال ۱۸۹۳ ساخته شد.